# Seodo-myeon
Seodo-myeon (koreanska: 서도면) är en socken i landskommunen Ganghwa-gun i provinsen Incheon,  70 km nordväst om huvudstaden Seoul. Seodo-myeon består av fyra bebodda öar; Jumundo, Boreumdo, Achado och Maldo samt ett antal mindre omkringliggande öar. Socknen ligger längst ut i Hanflodens mynning och på andra sidan mynningen ligger Nordkorea.